# Jong Jubal Drum & Bugle Corps

Het logo van Jong Jubal Drum & Bugle Corps

Jong Jubal Drum & Bugle Corps (kortweg: Jong Jubal) is een junior Drum & Bugle Corps uit Dordrecht, Zuid-Holland. Jong Jubal is het junior korps van Jubal Drum & Bugle corps. Leden van Jong Jubal zijn tussen de 8 en de 16 jaar. Jong Jubal is opgericht op 24 september 1932. Jong Jubal is een competitief drum corps op nationale en internationale schaal. In de recente jaren van haar geschiedenis heeft Jong Jubal 12 nationale titels (DCN/DMG) en 11 Europese titels (DCE) gewonnen. Verder verzorgt het korps diverse showoptredens en parades op evenementen in Nederland en daarbuiten.

## Trivia

Jong Jubal Drum & Bugle Corps 2019

- Jong Jubal doet opvallend veel in eigen beheer: uniformen, showmuziek, choreografie, en decorstukken worden allemaal intern ontworpen en gerealiseerd. In de jaren na de Tweede Wereldoorlog werden zelfs eenmalig zelf instrumenten gefabriceerd
- Jong Jubal gebruikt een showthema gedurende 2 drum corps seizoenen. Zo kunnen er onder lagere kosten investeringen worden gedaan in het thema. Het tweede jaar worden de muziek, choreografie, uniformen en decors gefine-tuned.

## Organisatie
Jong Jubal behoort tot de muziekvereniging Jubal Dordrecht, en valt dus ook onder het bestuur van deze vereniging. Er is altijd één bestuursverantwoordelijke binnen het bestuur voor Jong Jubal. Leden van Jong Jubal stromen door naar Jubal Drum & Bugle corps zodra zij oud genoeg zijn.
Jong Jubal repeteert in de thuisbasis van Jubal Dordrecht: het Jubal Muziek Centrum (Jan Ligthartlaan 1, 3312 KD Dordrecht).

## Geschiedenis

### De vroege jaren
Op 16 juni 1932 wordt door het bestuur van Jubal Dordrecht besloten om te beginnen met Jong Jubal, als antwoord op de grote aanwas van nieuwe leden en de ontstane leeftijdsverschillen binnen Jubal. Op de ledenvergadering van 24 september 1932 wordt dit besluit officieel bekrachtigd. Jong Jubal heeft in no time zo'n 50 leden, en verschijnt op Koninginnedag 1933 voor het eerst op straat onder leiding van Juballer Daaf Breemer. Jong Jubal heeft vanaf de oprichting de bezetting van een tamboer- en pijperkorps, net als Jubal. Jong Juballers waren (en zijn nog steeds) echt aspirant Juballers. Kort na de oprichting worden dan ook de eerste tien Jong Juballers op plechtige wijze geïnstalleerd tot Juballer.
Jong Jubal bestaat nog geen 8 jaar als het voor een grote uitdaging komt te staan: de Tweede Wereldoorlog. Ondanks de dreiging hiervan, vinden repetities nog doorgang. In december 1939 vindt namelijk nog een radio-opname plaats bij de NCRV, samen met Jubal. Als Nederland in 1940 bezet wordt, breekt een moeilijkere tijd aan. Alhoewel repetities in eerste instantie nog doorgaan, zijn optredens op dat moment niet meer mogelijk. In 1942 weigert Jubal zich echter aan te sluiten bij de door Duitsers gecontroleerde 'Cultuurkamer', waardoor Jubal als staatsgevaarlijk te boek kwam te staan. Instrumenten en andere eigendommen werden in beslag genomen, waardoor de vereniging ondergedoken verder ging.

### Jong Jubal na de oorlog
Na de bevrijding is Jong Jubal al snel weer op de rails. Het korps telt in december 145 100 spelende leden, een ledenstop wordt ingevoerd. Er wordt hard gewerkt aan de wederopbouw van het juniorenkorps; op Koninginnedag is er niets dan lof voor Jong Jubal dat weer in vol ornaat kan optreden. Jubal besluit in het proces van wederopbouw zelf instrumentarium te bouwen onder de naam 'Tromfabriek De Geitevel'. In de zomer van 1946 plukt Jong Jubal daar te vruchten van: zij ontvangen diverse nieuwe trommen, vlaggen, en bandelieren. In november 1949 ontvangt Jong Jubal nog eens 5 nieuwe fluiten, gepresenteerd tijdens een uitverkochte uitvoering van Jubal in Schouwburg Kunstmin. Jong Jubal kan weer volop optreden, zoals ook op de Pijperdag in Apeldoorn in 1952, met 4 bussen vol leden. Op 14 mei viert Jong Jubal samen met Jubal het eeuwfeest van de CJMV in Den Haag. Helaas verloopt deze dag logistiek dramatisch, waardoor geen gezamenlijke nummers met Jubal kan spelen zoals gepland was. In deze periode worden Jong Juballers al veelvuldig opgeleid door Juballers. Als Jubal de ledenaantallen ziet teruglopen van 200 naar 150, wordt het wel steeds moeilijker om deze deze 'opleiders' te vinden.

### De jaren '60

Jong Jubal in 1962

Sinds de oprichting vindt bij zowel Jubal als Jong Jubal het onderling concours (ONCO) plaats. In 1960 verliest deze traditie aan populariteit, en wordt alleen nog bij Jong Jubal doorgezet. Met succes wel, want anno 2020 houdt Jong Jubal nog steeds jaarlijks het ONCO. Waar de jaren '60 succesvol verlopen voor Jubal, zo loopt het een stuk minder met Jong Jubal. Met name het ledenaantal loopt sterk terug, en er wordt minder opgetreden (slechts drie keer in 1965). Er wordt dan besloten om Jong Jubal te vernieuwen net als Jubal: trompetten krijgen een prominente rol in de bezetting. Jubal maakte deze stap al in 1963. Ondanks dat de vereniging inmiddels al immense bedragen had geïnvesteerd in nieuwe instrumentaria en een nieuw uniform voor Jubal, lukt het zelfs nog om een nieuw uniform voor Jong Jubal te realiseren in 1967. Het 35-jarig jubileum in 1968 wordt gevierd met een bustocht, een reünie, en de aankoop van nieuwe G-trompetten. In 1969 stijgt het ledenaantal het aantal optredens weer, Jong Jubal doet het goed.

### De jaren '70
In 1970 draait Jong Jubal uitstekend. Onder leiding van Co Buntsma, Dick Schriek, Piet Franken, Cees Ponte en Piet Loeve boekt het jeugdkorps vooruitgang. Een groot aantal leden mag over naar Jubal, wat de ledenaantallen daar ook ten goede komt. In 1972 viert Jong Jubal haar 40-jarig jubileum. Dit wordt gevierd met een meerdaags bezoek aan Recklinghausen, en een jubileumtaptoe met o.a. Jong K&G Leiden, Jong Jubal Zwolle, en Jong Gorkum. In 1973 zet Jong Jubal samen met Jubal Wim van Bezooijen uitgebreid in het zonnetje. Wim stopt als voorzitter van de vereniging, en wordt opgevolgd door Wim Opmeer. Verder is 1973 een druk jaar: 19 optredens staat gepland voor Jong Jubal. De laatste daarvan is bijzonder: een tv-opname voor de NCRV in Het Hof van Dordrecht. Op 10 april 1974 treedt Jong Jubal samen met Jubal op in een volle Kuip tijdens de wedstrijd Feyenoord - Stuttgart. In 1977 stopt Jack Weijts als Jong Jubal coördinator en wordt opgevolgd door Juballer Wil Stemmer. Verder wordt er dat jaar verhuist: in plaats van het CJMV gebouw aan de Burgemeester de Raadtsingel wordt er vanaf nu gerepeteerd in het DSW-complex aan de rand van de stad.

### De jaren '80 - De opkomst van drum corps

Jong Jubal verandert de bezetting en wordt een drum corps, zoals hier te zien in 1983

In 1980 wordt een belangrijk besluit genomen voor de vereniging: dames mogen vanaf dan lid worden. Op dat moment zijn zij enkel nog welkom bij de silk-section (de voorloper van de colorguard). Verder maakt Jubal dat jaar de omschakeling naar drum corps, waarmee de fluiten uit de bezetting verdwijnen. Enkele fluitisten gaan vanaf dat moment lesgeven bij Jong Jubal; daar zit de fluit nog wel in de bezetting. In 1982 bestaat Jong Jubal 50 jaar, dit wordt gevierd met een bezoek aan Ponypark Slagharen en een jubileumtaptoe. Dat jaar doet Jong Jubal voor het eerst mee in de nieuw ontstane Drum Corps Holland competitie, want inmiddels heeft Jong Jubal de metamorfose tot drum corps ook doorgaan. Dit gaat samen met een nieuwe, Amerikaanse jargon. Trompetten heten nu brass, de tambour-maître wordt een drum major, en de grote trom wordt een bassdrum. In deze periode ziet Jong Jubal indrukwekkende optredens, zoals een weekend Engeland en een tournee langs de Belgische kust in 1985. Tevens wordt Jong Jubal in 1985 voor het eerst Nederlands kampioen, in de 'tussenklasse'. Ook in 1985 is er een belangrijk moment: dames zijn vanaf dan ook welkom bij de brass en percussion. In de late jaren '80 is de connectie met Amerikaans drum corps steeds beter te merken: de eerste Jong Juballers groeien na Jubal zelfs door tot lid van aan Amerikaans DCI-corps.

### De jaren '90 - De geboorte van Music Kids
In 1990 neemt Jong Jubal voor het eerst deel aan de DCH winterguard competitie. In 1992 verhuist de vereniging naar een nieuw tijdelijk onderkomen: een oud schoolgebouw aan de Abel Tasmanstraat in Dordrecht. Dit wordt al snel stevig verbouwd en omgedoopt tot Jubal Music Center. In 1993 vinden er wijzigingen in het bestuur plaats, en nemen Jan Roodnat en Arjen Boelaart plaats namens Jong Jubal. De repetities in het zomerseizoen vinden vanaf dan plaats op het grasveld aan de Van Leeuwenhoekweg, het zogenaamde 'Duivelseiland'. Het gaat helaas weer minder met de ledenaantallen, in 1994 heeft Jong Jubal slechts 51 leden. De competitie is er niet minder om, want dat jaar wordt Jong Jubal wederom Nederlands kampioen in de DCH Cadet Class. In 1996 volgt Jong Jubal de stap van Jubal om de banden met DCH verbreken, voornamelijk door de bizarre uitslag van DCH Finals het jaar ervoor. De vereniging verhuist na enkele omzwervingen naar een nieuw onderkomen aan de Jan Ligthartlaan, wat echt voelt als een eigen thuis. Door de verder dalende ledenaantallen wordt er in 1998 gestart met Music Kids: een pakket van 40 gratis muzieklessen met als doel kinderen op jonge leeftijd al te interesseren voor muziek. Het is direct een succes: de eerste editie ziet 54 aanmeldingen. Tot vandaag de dag blijft Music Kids een zeer belangrijke bron van nieuwe leden bij Jong Jubal en Jubal.

### De jaren '00 - Terug in de competitie
In 2002 viert Jong Jubal haar 70-jarig jubileum, wat onder andere wordt gevierd met een jubileumtaptoe op 21 september. In 2003 neemt Marcel Houdijk plaats in het bestuur namens Jong Jubal. Dat jaar ziet de (in 2001 ontstane) organisatie Drum Corps Europe de deelname van Jubal, de deelname van Jong Jubal in dit jaar is bij dit schrijven onduidelijk. Een theatershow wordt ingestudeerd in de winter van 2003/2004, waarin alle onderdelen van de vereniging met enthousiasme deelnemen. In 2004 neemt Jong Jubal deel aan DCE contesten en de afsluitende finals. Tijdens de contest in Dordrecht eindigt Jong Jubal op de 2e plaats, de plaatsing tijdens finals in Den Haag is niet bekend. Op 16 oktober 2004 houdt Jubal voor het eerst een Open Dag in het JMC, zowel om leden te werven als om buurtbewoners te laten zien wat er zoal gebeurt bij Jubal. In 2006 krijgt Jong Jubal net als Jubal een nieuw uniform en brengt de show "Superheroes". En met succes, Jong Jubal wordt Nederlands kampioen in de nieuw ontstane organisatie Drum Corps Nederland (DCN), en voor het eerst Europees kampioen op de DCE finals. 2007 betekent het 75-jarig jubileum voor Jong Jubal. Dit wordt o.a. gevierd met een reünie en jubileumtaptoe op 22 september, en een 'Mystery Day' naar Disneyland Parijs. Ook in 2007 wint Jong Jubal de Junior Class bij zowel DCN als DCE. Trinet Trotta neemt vanaf 2008 plaats in het bestuur als Jong Jubal coördinator. In de winter van 2008 keert Jong Jubal voor een jaar terug in de winterguard competitie. Verder zou er dat jaar een reis naar Engeland gepland staan, de zogenoemde DCE Power Regional, maar in een laat stadium krijgt deze contest geen doorgaan door problemen met vergunningen. Ondanks deze tegenslag wordt Jong Jubal in 2008 wederom Nederlands en Europees kampioen. Er wordt een belangrijke metamorfose ondergaan in 2009: de brass krijgt een nieuwe set Dynasty horns, gestemd in bes. Jong Jubal stapt daarmee net als de meeste drum corps af van de G-stemming. Ook in 2009 wordt Jong Jubal Nederlands en Europees kampioen.

### De jaren '10 - Op naar de toekomst

Jong Jubal opent het Wereld Muziek Concours in Kerkrade in 2017, Jong Jubal bestaat dat jaar 85 jaar.

In 2010 start een nieuw decennium, en is er tijd voor verdere vernieuwing. Het field percussion instrumentarium wordt vervangen; Jong Jubal stapt over van Dynasty naar Majestic. Verder voegt het corps electronica toe aan het front ensemble met 4 Xylosynths. Er vinden diverse voorbereidingen plaats voor het jubileumjaar in 2012, Jong Jubal bestaat dan 80 jaar. Dit wordt gevierd met een nieuw uniform en een jubileumtaptoe op 22 september, met diverse jeugdkorpsen en natuurlijk Jubal. In de jaren erna is er allerminst een dip; een groot aantal nieuwe leden stroomt in via Music Kids, en Jong Jubal wordt met de nieuwe show 'Industry' Nederlands en Europees kampioen in 2013 en 2014. Trinet Trotta wordt in 2015 opgevolgd door Luciënne de Boeff. 2017 betekent het 85-jarig jubileum voor Jong Jubal. Misschien wel het hoogtepunt in dat jaar is de deelname van Jong Jubal in de openingsshow van het Wereld Muziek Concours in het Parkstad Limburg Stadion voor duizenden toeschouwers. Verder was er een jubileum feestdag gepland met Jong Beatrix, Johan Friso en Jong-Holland Junioren, maar door het mindere weer ging dit helaas niet door. Verder krijgt Jong Jubal dat jaar een nieuw corps uniform, dat vanaf dan met kleine veranderingen aangepast wordt aan ieder nieuw showthema. Vanaf 2018 is Jong Jubal weer vaker in het buitenland te zien, het corps reist af naar Jeumont, Lathen en Wevelgem, waar het in exhibition deelneemt aan de Vlaamse Amateurmuziekorganisatie showwedstrijden. In 2019 zet deze lijn door; Jong Jubal reist af naar Genk, Jambes, en Aniche. In de competitie blijft Jong Jubal scoren deze jaren en wint jaar na jaar het Nederlands en Europees kampioenschap. Het teruglopende deelnemersveld in de junior drum corps competitie baart echter wel zorgen, zo is Johan Friso de enige overgebleven Nederlandse concurrent. Daarom wordt in 2019 een uitstap gedaan buiten de drum corps competitie en doet Jong Jubal mee aan het KNMO jeugdfestival in Huizen. Hier is beduidend meer competitie, Jong Jubal behaalt een 4e plaats van de 8 deelnemers. Aan het eind van dit decennium slaat Jong Jubal de handen ineen met Music Kids om de eerste editie van de Music Kids XXL Experience te organiseren in de Reeweghal op 5 oktober 2019. Op deze interactieve workshop komen ruim 50 jonge kinderen af.

### De jaren '20
Een nieuw decennium begint vrij tumult voor Jong Jubal, en vrijwel alle muziekkorpsen ter wereld. Door de uitbraak van de Coronacrisis in Nederland heerst er algemene sociale onthouding, Jong Jubal mag in maart 2020 plots niet meer repeteren. Optredens en de drum corps competitie worden om dezelfde reden afgelast. In deze tijden komen Jong Juballers en de vrijwilligers digitaal bij elkaar via videobellen, en wordt er digitaal lesgegeven op afstand.

## Shows
| Jaar | Thema                                  | Repertoire | Finals Score | Plaats |
| ---- | -------------------------------------- | --- | ------------ | ------ |
| 2005 | Superheroes                            | |              | 1e     |
| 2006 | Superheroes II                         | Main theme from Superman (John Williams (componist)), |              | 1e     |
| 2007 | A Theme Park Adventure                 | Vogelrok (Ruud Bos (componist)), Aan de Amsterdamse Grachten (Wim Sonneveld), Main title from Beetlejuice (Danny Elfman), Droomvlucht (Ruud Bos (componist)), Villa Volta (Ruud Bos (componist)), Carnaval Festival (Ruud Bos (componist)) |              | 1e     |
| 2008 | A Theme Park Adventure, Part 2         | Vogelrok (Ruud Bos (componist)), Danse macabre (Saint-Saëns), Main title from Beetlejuice (Danny Elfman), Droomvlucht (Ruud Bos (componist)), Villa Volta (Ruud Bos (componist)), Carnaval Festival (Ruud Bos (componist))                 |              |        |
| 2009 | Thriller                               | Moonlight Sonata (Ludwig van Beethoven), Tocata & Fugue in D minor (Johann Sebastian Bach), Thriller (Michael Jackson) |              |        |
| 2010 | Thriller                               | Moonlight Sonata (Ludwig van Beethoven), Tocata & Fugue in D minor (Johann Sebastian Bach), Thriller (Michael Jackson), My Immortal (Evanescence)                                                                                          |              |        |
| 2011 | Speedracer                             | Born to be wild (Steppenwolf (band)) |              |        |
| 2012 | Speedracer                             | Born to be wild (Steppenwolf (band)) |              |        |
| 2013 | Industry                               | Autobots (Steve Jablonsky, Transformers (film) |              |        |
| 2014 | Industry                               | Autobots (Steve Jablonsky, Transformers (film) |              |        |
| 2015 | The Lost Symbol                        | Oye Como Spy, Cortez Family, Pod Chase, (Harry Gregson-Williams, Danny Elfman, John Debney; Spy Kids), Incantation (Cirque du Soleil), Mombassa (Hans Zimmer, Inception).                                                                  |              |        |
| 2016 | The Lost Symbol                        | Oye Como Spy, Cortez Family, Pod Chase, (Harry Gregson-Williams, Danny Elfman, John Debney; Spy Kids), Incantation (Cirque du Soleil), Danse Bacchanale (Camille Saint-Saëns), Mombassa (Hans Zimmer, Inception).                          |              |        |
| 2017 | Sensei                                 | |              |        |
| 2018 | Sensei                                 | |              |        |
| 2019 | Pirates: The Treasure of Devils Island | |              |        |

## Tradities

### Groene veren

Een Jong Jubal age-out met een groene veer op DCE finals in 2019

De kleuren van Jong Jubal zijn traditioneel oranje-groen. Alhoewel in de huidige uniformering enkel de kleur oranje nog terug is te zien, wordt de kleur groen op subtiele manieren nog gebruikt. Zo dragen Jong Juballers die zullen overgaan naar Jubal (de 'age-outs') een groene veer op hun hoed tijdens hun laatste show. Leden die geen hoed dragen, dragen een groene broche op de borst.

### Somewhere Over The Rainbow
Het 'corps song' van Jubal Dordrecht is Somewhere Over The Rainbow, en daarmee is het dus ook het corps song van Jong Jubal. Jong Jubal speelt dit nummer dan ook regelmatig met de blazers, soms samen met Jubal. Het heeft de volgende lyrics:
Somewhere over the rainbow,
Skies are blue,
Where the dreams dat we dare to,
Dream really do come true.
We will always be champions,
Crowds have fun.
There's just one goal we strive for,
That's being number one.

### Onderling Concours
Jaarlijks organiseert Jong Jubal een onderlinge competitie, het onderling concours (ONCO). De leden laten op deze dag zien en horen wat ze kunnen, onder toeziend oog van een jury, dikwijls bestaand uit (oud-)Juballers. Alle leden ontvangen na afloop een certificaat, en diegene met de hoogste score ontvangen een wisselbeker.

### Awards
Aan het eind van ieder seizoen worden awards uitgereikt onder de leden, een traditie die bekend is onder drum & bugle corps. De exacte invulling kan verschillen van jaar tot jaar, maar over het algemeen wordt er per sectie (brass, percussion, guard) een Best Member en Best Rookie uitgereikt. Verder wordt er één lid verkozen tot Best Member van het corps. Meestal zijn er ook informele awards om op een grappige manier een herinnering te maken aan bijzondere acties van leden.

### Lidmaatschap jubileum
De jaren dat een Jong Juballer lid is, tellen volwaardig mee voor de vereniging. Net zoals bij Jubal, ontvangen Jong Juballers een pin en een patch bij hun 5-jarig lidmaatschap. Bij 12,5 jaar lid ontvangt iemand een gulden pin met het traditionele JD-logo. Gezien de leeftijdsgrenzen van Jong Jubal, kan een lid dit uiteraard pas ontvangen na de overstap naar Jubal. Vanaf 25 jaar lid en meer ontvangt iemand een persoonlijk certificaat.